# Василькаси
Василька́си (рос. Василькасы, чув. Ваçликасси) — присілок у складі Чебоксарського району Чувашії, Росія. Входить до складу Великокатраського сільського поселення.
Населення — 130 осіб (2010; 107 у 2002).
Національний склад:
- чуваші — 100 %